# Zoran Mušič
Pour les articles homonymes, voir Music.
 (septembre 2023).
Zoran Mušič (Zoran Music en italien) né le 12 février 1909 à Bukovica (en) (hameau de Gorica /Gorizia), mort le 25 mai 2005 à Venise, est un peintre et graveur austro-hongrois, yougoslave puis slovène de la nouvelle École de Paris.

## Biographie
Le père de Zoran Anton Mušič, originaire de Šmartno (commune de Brda), est directeur de l'école de Bukovica, hameau de Gorica (« petite colline », Gorizia en Italien, Görz en allemand), sur les rives de l'Isonzo, à l'extrême est de la pleine du Po au pied du plateau du Karst ; la ville est aujourd'hui traversée par la frontière italo-slovène, et à l'époque faisait partie de l'empire d'Autriche-Hongrie; sa mère, native de Lig pri Kostanjevici, (commune de Kanal ob Soči), est institutrice. Ses grands-parents (famille Musič) sont vignerons à Šmartno, dans la région de Brda (« Collio »), à la frontière italienne. Certains membres de sa famille élargie d'origine italienne, « ce qui fait que nous parlions les deux langues, slovène et italienne, à la maison », confiera-t-il. L'été, ses parents se rendent régulièrement chez une sœur de sa mère à Koper (« Capodistria ») ou chez ses oncles à Trieste. En 1914, tandis que son père est envoyé en Galicie, il est évacué, Gorica se trouvant sur le front de guerre et la maison natale « à deux cents mètres de la frontière », avec sa mère et son frère à l'intérieur de la Slovénie, en Styrie dans le village d'Arnače. Démobilisé en 1918, son père est envoyé comme instituteur à Brda, puis muté en 1919 parce qu'il est slovène, en Carinthie à Griffen (« Grebinj ») dont Zoran Mušič fréquente l'école primaire, poursuivant ses études et les terminant en slovène, à Maribor en 1928.

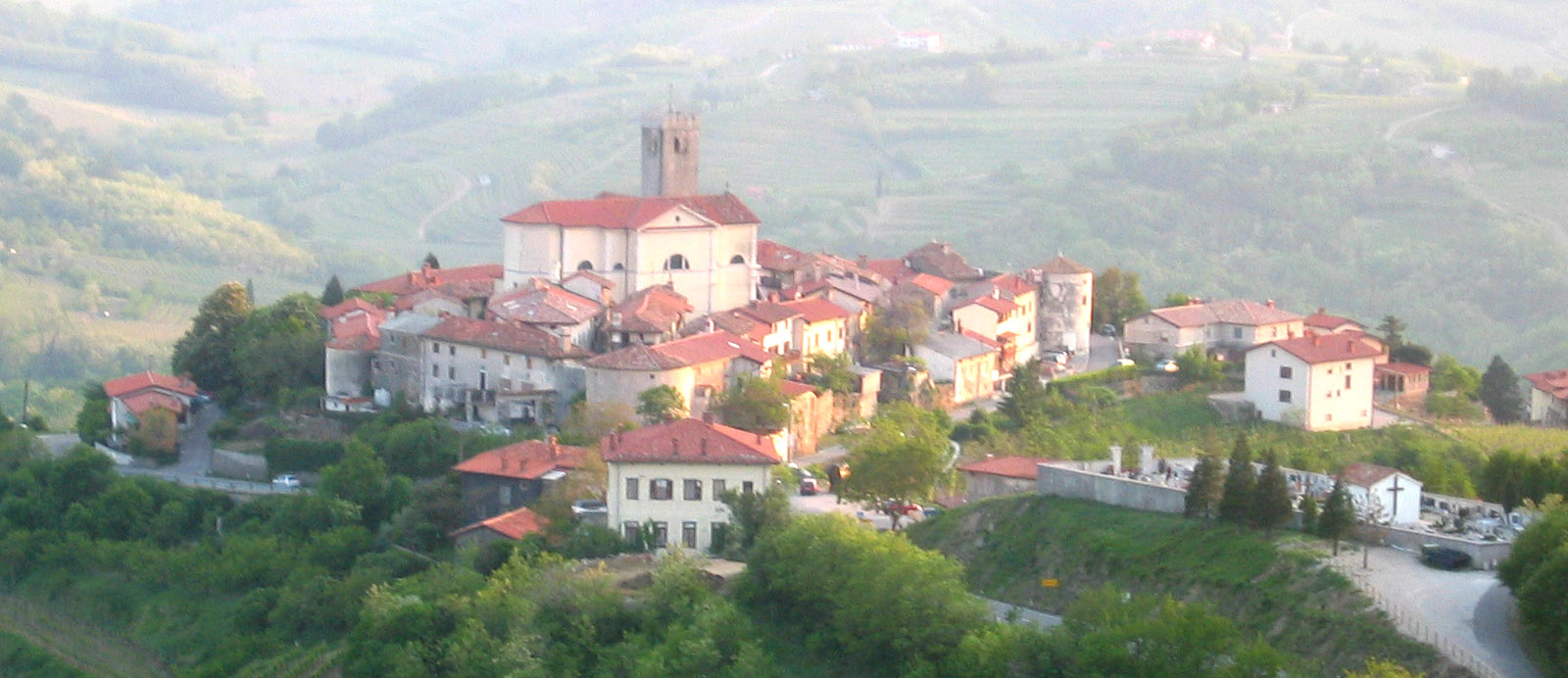
Vue de Šmartno, où le père de Zoran Mušič est né.

Souhaitant devenir professeur de dessin, Zoran Mušič s'inscrit en 1930 à l'Académie des Beaux-Arts de Zagreb où son professeur est Ljubo Babić, et rencontre les œuvres des peintres slovènes Ivan Grohar, Matija Jama et Rihard Jakopič mais aussi de George Grosz ou Otto Dix. Il fait en 1932 des voyages en Europe centrale, à Vienne (Autriche), découvrant les œuvres des peintres viennois (Klimt, Schiele, Kokoschka) et allemands (Corinth, Dix, Beckmann), ainsi qu'à Prague et Zagreb il rencontre la peinture impressionniste, Picasso, Kandinsky, Vlaminck, Derain, André Lhote, Othon Friesz, Laprade, Mondrian, Bonnard. Sur les conseils de Babić, à la fin de ses études, il se rend au printemps 1935 en Espagne, à Madrid et Tolède, étudie et copie des peintures du Greco, de Velázquez et surtout de Goya (La Maja vestida), dont les « peintures noires » le marquent profondément. Les paysages désertiques de la Castille font resurgir en lui les souvenirs de son enfance. En juin 1935, Mušič quitte l'Espagne pour Maribor. Il publie alors son premier texte, Po Španiji dans Umetnost, revue estudiantine de Ljubljana. Durant neuf mois il fait en 1936 son service militaire à Bileća et Rogoznica en tant que citoyen yougoslave. Chaque été de 1936-1940 il s'installe à Korčula. Il présente des expositions personnelles et participe à des expositions collectives à Belgrade, Maribor, à Zagreb avec Babić, et à Ljubljana. L'Italie ayant occupé en 1941 la Dalmatie et la Slovénie, Mušič regagne en 1942 Gorizia, accueilli par ses cousins. Il réalise alors des peintures murales dans les églises de Drežnica, Grahovo et Gradno. En octobre 1943, il effectue un premier séjour à Venise, recevant « le choc », dira-t-il, des mosaïques byzantines et des primitifs italiens. Il y expose des Motifs dalmates ainsi que des visions de Venise et fait la connaissance du peintre Guido Cadorin et sa fille Ida.
Arrêté en octobre 1944 par la Gestapo, Mušič est emprisonné à Trieste pendant vingt-six jours, dans un cachot complètement obscur où il ne peut ni se tenir debout ni s'allonger, avec de l'eau jusqu'aux chevilles. On le soupçonne de collusions avec les milieux résistants de Trieste, où ses compatriotes combattent clandestinement l'occupation fasciste de la Slovénie et de la Dalmatie, et les réseaux britanniques, auxquels appartiennent certains de ses amis. Après interrogatoires musclés la méprise apparaît. On lui laisse le choix : collaborer comme officier dans le corps étranger de la Waffen-SS ou partir pour le camp de concentration de Dachau. Il choisit la seconde solution et y devient le 18 novembre 1944 le prisonnier no 128231. Employé dans un atelier d'architecture pour quelques jours, puis dans une usine souterraine d'armement avec son ami Ivo Gregorc, il y est ensuite transféré à l'infirmerie où il échappe à l'épidémie de typhus qui ravage les derniers survivants. Parvenant à se procurer du papier, en arrachant les feuilles de garde des livres de la bibliothèque du camp, et de l'encre qu'il dilue pour la faire durer plus longtemps, utilisant aussi le crayon et la craie, il parvient à réaliser en cachette et ensuite quelque deux cents dessins de ses compagnons mourants ou morts, qui ont une forte valeur de témoignage, la plupart datant de mai 1945. Une centaine seulement pourra être conservée après-guerre, la plupart ayant brûlé dans leurs cachettes lors de la destruction de l'usine. Son œuvre ultérieure sera fortement marquée par les atrocités qu'il voit et subit alors.
Après la libération du camp par les Américains, en avril 1945, Mušič est évacué en juin, épuisé et malade, vers l'hôpital de Ljubljana (Golnik). Il s'en échappe, caché dans un camion transportant des journaux, pour ne pas être arrêté par les agents du régime de Tito qui le critiquent pour ne pas avoir rejoint le Parti pendant son emprisonnement à Dachau. Ils « ont voulu m'envoyer dans les mines de charbon; pour eux j'étais un prisonnier, un délinquant politique ». Après un bref séjour dans sa famille à Gorica il rejoint Venise en octobre 1945 où Ida Cadorin lui prête son atelier. Il y développe librement les thèmes, paysages dalmatiens, femmes et ânes allant aux marchés, qu'il avait abordés avant sa déportation, se lie avec le peintre Massimo Campigli, reçoit dans son atelier Oskar Kokoschka, Mark Tobey, l'écrivain Carson McCullers, et fait en Toscane un voyage qui sera la source de ses Paysages de Sienne et d'Ombrie. En 1948, ayant besoin à Gorizia de documents en vue de son mariage, qui se fera en septembre 1949, avec Ida Cadorin Barbarigo, il est consigné dans l'hôpital pour s'être soustrait à ses obligations militaires en tant que citoyen italien et réformé mais condamné plus tard par le tribunal militaire de Padoue à sept mois de prison avec sursis. C'est durant ces années que Mušič réalise ses premières gravures, pointes sèches et eaux fortes (1947) et lithographies (1948).

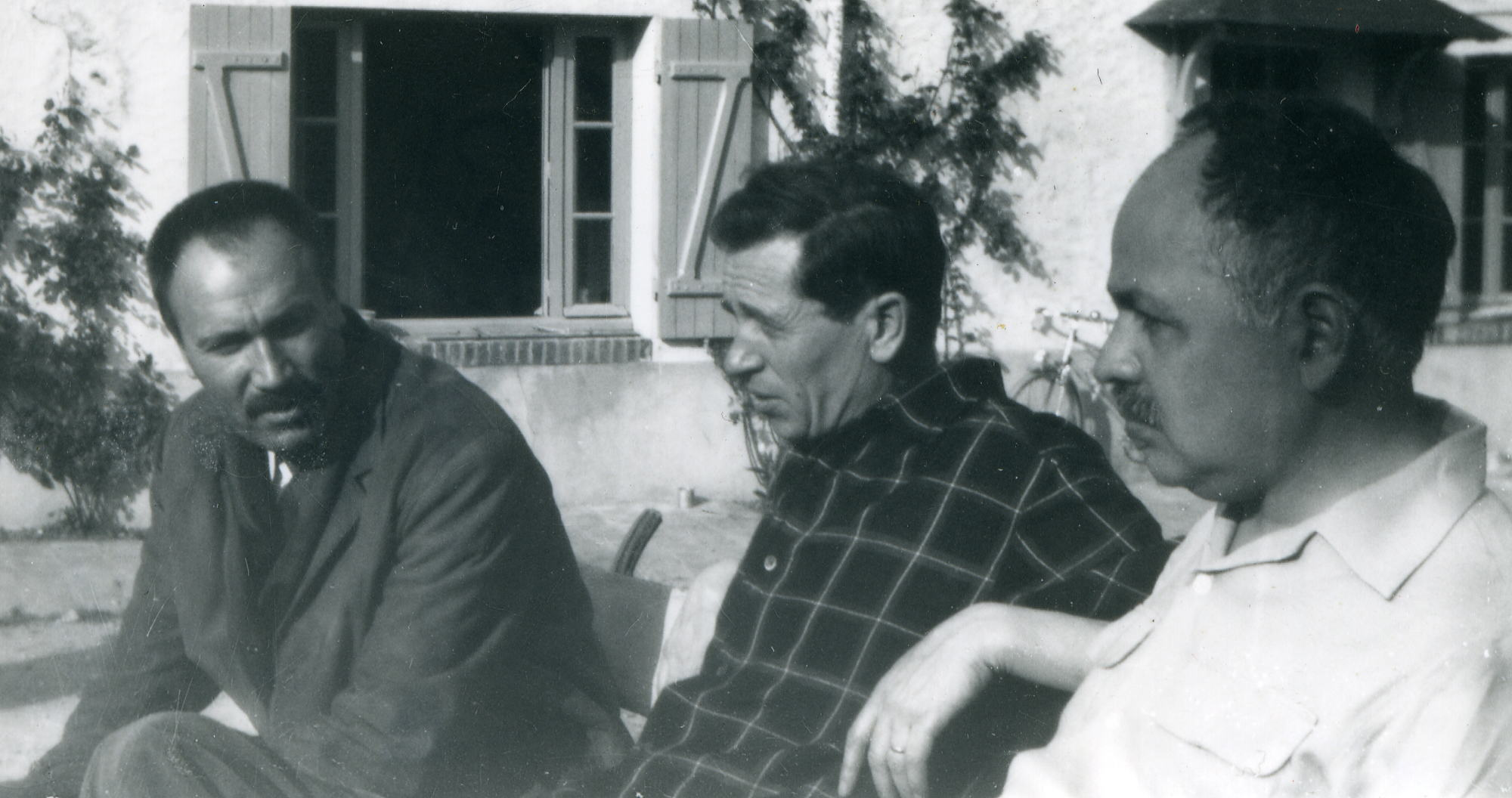
De gauche à droite : Mušič avec les peintres Alfred Manessier et Eudaldo, début des années 1960.

En 1951, le « prix Paris » organisé à Cortina d'Ampezzo par le Centre culturel italien de Paris, sur l'initiative de Campigli, Severini), et dont le jury est composé d'artistes et de critiques (Jacques Villon, Ossip Zadkine, Marcel Arland, Jean Bouret, André Chastel, Frank Elgar), décerne son prix de peinture (une exposition personnelle à la Galerie de France) à Mušič et Antonio Corpora. En 1952, Myriam Prévot et Gildo Caputo organisent ainsi la première exposition de Mušič à Paris, lui offrent un contrat qui lui permet de vivre entre Venise et Paris, exposant régulièrement son travail en 1953, 1956, 1958 (vernissage le 13 mai 1958), 1960, 1964, 1967, 1970, 1978 et 1981. Il participe pour la première fois au Salon de Mai en 1953 et travaille rue du Saint-Gothard dans un atelier que lui laisse Brassaï, précédemment occupé par Soutine qui y aurait peint son Bœuf écorché. En 1955, il participe à la biennale de gravure de Ljubljana et la documenta 1, la première documenta de Cassel. Après deux nouveaux séjours en 1956 et 1957 en Dalmatie, la série de ses Terres dalmates, Terres d'Istrie et Terres adriatiques le rapproche de la non figuration de ses amis de la nouvelle École de Paris auprès de qui il participe aux grandes expositions internationales. Il reçoit en 1956 le grand prix de gravure à la Biennale de Venise, en 1957 le prix de gravure à la deuxième exposition internationale de gravure de Ljubljana et expose en 1958 au Salon des Réalités Nouvelles. En 1959, Mušič s'installe dans l'atelier qu'occupait, Rue des Vignes, son ami Gischia et commence en 1961 à dessiner à Cortina d'Ampezzo, dans les Dolomites, où il séjourne désormais chaque été.
Une nouvelle série d'œuvres, de 1970 à 1976, intitulée Nous ne sommes pas les derniers, ramène Mušič à la période tragique qu'il a traversée à Dachau. Les peintures et gravures de ce cycle sont parsemées de montagnes de cadavres qui évoquent les multiples exactions commises par le régime nazi et font écho à d'autres séries artistiques, comme Les Grandes Misères de la guerre de Jacques Callot ou les Peintures noires de Francisco de Goya, que Mušič a vues et copiées au musée du Prado, à Madrid. En 1972, Jacques Lassaigne consacre à Mušič la première rétrospective d'un peintre vivant au Musée d'art moderne de la ville de Paris. En 1975-1976, André Parinaud organise l'exposition itinérante en France Trente créateurs réunissant notamment Pierre Alechinsky, Olivier Debré, Hans Hartung, François Heaulmé, Roberto Matta, Zoran Music, Edouard Pignon et Pierre Soulages. De nombreuses autres expositions rétrospectives sont organisées, dans des galeries ou des musées, notamment en Allemagne (Darmstadt, 1977), en Autriche (Salzbourg, 1985, Vienne, 1992), en Espagne (Madrid, 1974 ; Valence, 1994), en Italie (Milan, 1974 ; Venise, 1974, 1980, 1981, 1985 ; Ferrare, 1978 ; Parme, 1987 ; Trieste, 1984 ; Turin, 1987), en Norvège (Oslo, 1978) et en Suisse (Bâle, 1977 ; Zurich, 1994).
Mušič peint par la suite les chênes-lièges de la forêt des Maures (Var), qui sont à l'origine de ses Motifs végétaux, puis la forêt de Fontainebleau et les Paysages rocheux des Dolomites. À partir des années 1980, il s'engage dans de nouvelles séries de visions de Venise. François Mitterrand descend volontiers chez Zoran Mušič et Ida Barbarigo lorsqu'il fréquente la cité des Doges (ils sont ses « plus chers amis vénitiens ») et passe avec eux son avant-dernier Noël. Ils reçoivent d'autres amis, notamment Édouard Pignon, Zoran Kržišnik, Boris Podrecca et les proches parents. Mais Mušič aime passer de longues heures solitaires.
Alors que sa vision ne cesse de s'affaiblir, les Galeries nationales françaises du Grand Palais consacrent à Mušič une grande exposition en 1995, inaugurée par le président Mitterrand et le président de la Slovénie Milan Kučan. Une exposition permanente de ses œuvres se trouve à la Galerie nationale de Ljubljana, en Slovénie. Des peintures, dessins et gravures de Mušič figurent dans les plus grands musées d'Allemagne, de Croatie, du Canada, d'Espagne, des États-Unis, de France, d'Italie, du Mexique, de Slovénie et de Suisse.

### Décorations
- 1991 : Officier de la Légion d'honneur

## Œuvre

### Principales séries de dessins et peintures
- 1935-1940 : Vues de Maribor
- 1936-1940 : Paysages de Korčula
- 1938-1939 : Gare de Maribor
- 1937-1939 : Les Femmes au Marché (Korčula)
- 1938-1943 : Nus dans des intérieurs
- 1941-1943 : Natures mortes (Poissons, Pommes)
- 1942 : Intérieurs d'églises, Brda (Collio)
- 1943 : Quartier d'Ajdovščina à Ljubljana
- 1943-1944 : Intérieurs d'églises (Venise)
- 1945 : Dessins de Dachau
- 1946-1949 : Nus, portraits (notamment d'Ida Barbarigo) et autoportraits
- 1947-1948 : Venise (quais, bateaux et dômes)
- 1946-1953 : Motifs dalmates (Femmes et ânes, troupeaux de Chevaux qui passent et collines)
- 1949-1953 : Le Bac chargé d'animaux
- 1949-1956 : Paysages d'Ombrie, Paysages de Sienne, La Montagne noire
- 1950-1953 : Portraits et nus
- 1950-1951 : Tapisserie Marco Polo pour navire Augustus
- 1953-1956 : Femmes dalmates
- 1956-1958 : Filets de pêcheurs et barques (Chioggia)
- 1957-1960 : Terres dalmates, Terres d'Istrie, Terres adriatiques, Paysages brisés, Paysages vides
- 1963-1968 : Motifs italiens, Cortina d'Ampezzo
- 1966 : Collines dalmates
- 1970-1976 et 1987 : Nous ne sommes pas les derniers
- 1972-1975 : Motifs végétaux
- 1975 : Paysages des Dolomites
- 1979-1980 : Paysages rocheux
- 1980-1982 : Venise, Canale della Giudecca, Punta della Dogana, Façades à Venise
- 1983-1985 : Intérieurs de cathédrale
- 1983-1990 : L'atelier, autoportraits et portraits d'Ida
- 1988-1990 : Villes, vues nocturnes de Paris
- 1991-1998 : Personnages nus (Les anachorètes) et autoportraits

### L’itinéraire de Mušič

#### 1935-1944
Quand Mušič sort en 1945 du camp de Dachau, il dessine et peint depuis une dizaine d'années. Certaines gouaches, rarement exposées par la suite, manifestent qu'il est déjà en possession des thèmes (Les Ânes dans l'enclos, 1937; Femmes dalmates, 1935-1939; Intérieurs de cathédrale, 1943) qu'il ne cessera d'épurer autour des années 1950. Son premier séjour en Dalmatie, au début des années 1940 a ancré sa peinture. Il a été, dira le peintre en 1960, « une chose capitale, car ce pays a provoqué chez moi une sorte de rupture d'équilibre dont les conséquences ont été très importantes dans le développement de mon travail. C'est très simple : en retrouvant le paysage de mon enfance, je me suis retrouvé moi-même. J'ai compris à quel point cette terre était ma terre. Ce pays s'est imposé à moi et j'ai essayé alors de le traduire. Il est devenu mon thème familier, fatal et presque obsessionnel. Mais il me manquait le principal. Car si j'avais trouvé le thème, j'étais loin encore d'avoir trouvé mon propre langage pour l'exprimer ». Ce sont ainsi, avec des visions de Venise, des Motifs dalmates qu'il expose dès 1944 à Venise. Mais il considèrera bien plus tard « cette exposition comme la conclusion d'une époque d'apprentissage, d'incertitude » : « pour arriver à ma peinture, à la vraie, il me fallait traverser la terrible expérience de Dachau, qui a changé profondément ma façon d'être et de vivre ».

#### 1944-1945

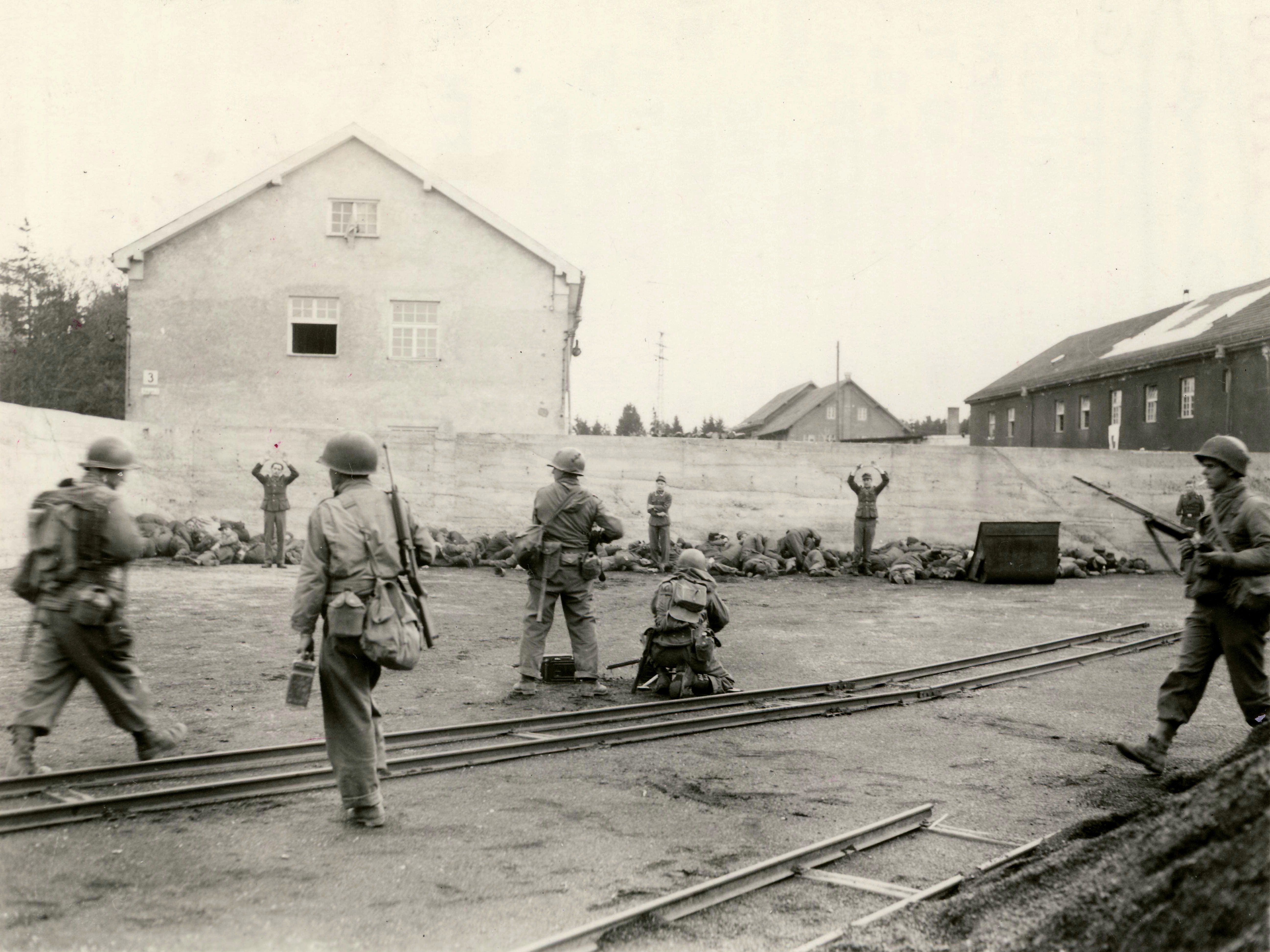
Exécution à Dachau, 1945.

À Dachau, « lorsque tu te réveilles, tu comptes les morts autour de toi. Un… deux… trois… au-dessus… au-dessous… à côté. Dans la salle où nous nous lavions, le long du mur, d'autres cadavres étaient empilés étant donné l'impossibilité de les brûler dans l'immédiat. Au cours de l'hiver, raidis et comme congelés, ils te font compagnie. Une rangée de têtes en avant, une rangée de pieds saillants. Mon cerveau travaille et agit d'une manière différente. Il n'y a plus de place pour la logique. Il n'y a plus de sentiment de pitié à l'égard des morts. Ce sont des objets et, demain, nous serons à leur place. (…) Au cours des sélections ils te mettent à gauche – le four – ou à droite – la vie prolongée de quelques jours ou de quelques semaines encore. Mais tu ne te rends plus compte si tu es à droite ou à gauche et ça n'a plus aucune importance pour toi... ». À Dachau, Music, dans les dernières semaines plus particulièrement, parvient à dessiner, comme s'il était « en transe » précise-t-il, « aveuglé par le grandiose hallucinant de ce camp de cadavres » qui, vus de loin, « ressemblaient à des taches de neige blanche, argentée, sur les montagnes, des taches blanches de mouettes posées sur la lagune ». Dans « un besoin irrésistible de dessiner pour ne pas laisser échapper cette beauté tragique », il s'accroche « à mille détails » : « ces mains, ces doigts si fins, ces bouches béantes dans l'ultime tentative d'aspirer encore un souffle d'air. Les os recouverts d'une peau blanche presque diaphane ».

#### 1945-1948
L'œuvre de Mušič, dans les années suivantes, demeurera comme négativement marquée par son séjour à Dachau : « Après ce que j'avais traversé, j'avais besoin de me réfugier dans l'enfance. Je sortais d'un trou noir, il me fallait de la lumière et de l'espace », se souviendra le peintre cinquante ans plus tard. Installé en octobre 1945 à Venise, dans son « immense lumière », il « redécouvre tout à coup l'or de Saint-Marc », éprouve que « quelque chose de profondément enseveli » resurgit de sa mémoire lointaine : « des réminiscences de mon enfance oubliée, des icônes, (…) j'avais l'impression d'avoir déjà vécu une autre vie parmi les arabesques de l'Orient ». « Ce n'est que par réaction aux horreurs que j'ai redécouvert mon enfance heureuse », dira-t-il encore : « les chevaux, les paysages dalmates, les femmes dalmates, tout cela y était avant. Mais après j'ai pu le voir différemment ».
Mušič entre alors dans la série de ses Chevaux, irréellement bleus, orange ou violacés, qui constitue le premier des six cycles que dès 1967 Zoran Kržišnik distingue dans l'œuvre de Mušič, cycles « assez nettement délimités », écrit-il, l'impulsion qui est chaque fois à leurs origines, « un véritable choc provoqué par quelque nouvelle découverte d'ordre sentimental » interdisant « toute transition douce » : « le seul lien entre eux est constitué par la personnalité de l'artiste qui reste conforme à elle-même et par la logique d'évolution de ses moyens d'expression ». « Le brun mat des fonds et la nébulosité poussiéreuse des premiers plans » au milieu desquels passent ces troupeaux de chevaux, analyse-t-il, « ont été inspirés par la couleur réelle de la terre d'Istrie, de Dalmatie, du Karst. Les teintes bleues, vertes et roses viennent d'une autre source : on en trouverait de semblables dans l'ombre profonde des basiliques de Ravenne, sur ces mosaïques inoubliables où, entre les ors et les bruns des vêtements, entre le blanc et le noir des yeux, éclatent des joyaux aux nuances infiniment raffinées; on retrouve ces mêmes bleus, ces mêmes verts, ces mêmes roses mats, des roses églantines, dans l'église Saint-Marc de Venise où, tout comme à Ravenne, l'Orient et l'Occident se donnent la main ».
Mušič transcrit en 1948 dans ses gouaches et aquarelles de nombreux aspects de Venise (Canal de la Giudecca, Pont du Rialto, Santa Maria della Salute, Église de San Marco, Église du Rédempteur, Palais des Doges, Punta della Dogana, Les barques. À l'occasion d'un voyage en Toscane, il réalise la même année des croquis, depuis la fenêtre d'un train, des paysages autour de Sienne qui ressemblent, dans sa nostalgie de son pays natal, à ceux des collines de Brda. Il a l'impression de voir passer devant lui « un paysage éternel, une terre qui a résisté aux temps et à l'histoire. Une terre qui efface les traces de l'homme, qui ne se laisse pas charger et qui met à nu sa structure comme si elle voulait faire voir que l'essentiel se trouve au-dessous de la peau et non pas à la surface, qui change constamment au gré des caprices du moment ».
Zoran Kržišnik nomme ce second cycle celui des « rotondités ». Dans ses nouveaux Motifs dalmates, les chevaux demeurent présents mais « sont présentés maintenant plutôt de face et lourdement chargés » et leurs figures se transforment en signes. « La rotondité comme motif se répète : dans les 'ballots' suspendus de chaque côté de la selle, dans le cavalier, dans le chapeau ou le parasol qui surmonte sa figure », écrit-il. Music transcrit dans les mêmes formes arrondies les collines siennoises, groupées au centre de ses toiles, qu'il multiplie de 1949 à 1953.
À maintes reprises Mušič, revenant ultérieurement sur son itinéraire, fera le rapprochement entre ces collines et ses souvenirs de Dachau. « J'avais ces monceaux de cadavres dans mon regard intérieur et plus tard, quand je découvris ces collines près de Sienne, ravagées par le vent et la pluie, ces reliefs d'argile, ruinés par le temps et ressemblant à des cadavres à peine recouverts de peau, j'éprouvai un choc : car en elles je reconnus les monceaux de morts et de mourants dans le camp ».

#### 1953-1956
On pourrait, selon Kržišnik, appeler un troisième cycle, assez bref, celui « des assemblages » : à partir de 1953, « Meules et collines, casiers à homards, chapeaux des cavaliers (…), flancs des ânes et des chevaux chargés de ballots, filets de pêche suspendus, parasols des paysannes (...) - tout cela se trouve ici en des dimensions et rapports modifiés, recouvert de dessins et de taches, dépouillé de tout indice d'identification ».

#### 1957-1960
Dans un quatrième cycle, que Kržišnik nomme de la « Terre brûlée » et qui correspond à partir de 1957 à la série des Terres dalmates exposées en 1958 à la Galerie de France, Mušič, dans la logique de son évolution, franchit décisivement jusque vers 1960 la frontière de la non-figuration. Tandis qu'il n'aborde plus ses paysages familiers qu'à travers formes, taches et couleurs non représentatives, les titres de ses œuvres ne cessent d'y faire allusion (Pierres et buissons, Rien que la pierre, 1957; Vent et soleil, Ombres sur le Carso, 1958.
Ce cycle constitue une nouvelle célébration de sa terre natale. « Imaginez une immense étendue de pierres, interrompue seulement par de petits monticules arrondis, sortes de mamelons arides. Pays extrêmement monotone et pauvre, sec, sans arbres, avec de temps en temps de petites oasis de terre rouge où poussent quelques vignobles et quelques salades. Ajoutez à cela qu'il ne pleut presque jamais et que ce plateau du Carso est très souvent balayé par un vent insupportable - la bora - aussi violent que le mistral provençal. (…) Cette région est en contraste absolu avec la riante plaine vénitienne et se prolonge tout le long de l'Adriatique, par la Dalmatie, jusqu'en Grèce, toujours avec les mêmes couleurs où le blanc de la pierre domine. Tacheté jusqu'à l'horizon par des buissons de ronces, parfois noirs, parfois rouges, ce paysage est animé de buissons vivants, taches noires que forment les paysannes qui cheminent au côté de leurs ânes chargés de fagots », dira alors Music dans une émission radiophonique.
« Le Carso est la matrice de toute ma peinture. Un paysage dépouillé, presque désertique. Pétrifié, dirait-on. Un paysage d'où jaillit de temps à autre, entre les murs, une minuscule oasis de terre rouge avec un vignoble ou des buissons de lavande violette », résumera-t-il plus tard.
Bien qu'elle apparaisse l'une des plus importantes de son œuvre, Mušič portera plus tard un jugement sévère sur cette période. « Arrivé à Paris avec le modeste bagage des Chevaux dalmates, je me sentais inutile à moi-même et j'avais presque honte de faire voir mes Chevaux qui passent à contre-courant, exposés au Salon de Mai. Je faisais partie des peintres d'une galerie où j'étais le seul à contre-courant » : « Autour de moi il n'était plus question que de la peinture abstraite. J'ai commencé à me sentir inutile et faible à côté de ce grand courant auquel appartenaient tous les artistes connus (…) J'ai essayé à ma façon de faire de la peinture abstraite. Et dans cette tentative j'ai perdu complètement ma vérité personnelle ».

#### 1961-1969
Encore largement non figuratif, un cinquième cycle, en 1963 et 1964, le « cycle de Cortina », marqué par la vivacité des couleurs, naît des séjours réguliers que fait dans ces années Mušič à Cortina d'Ampezzo (Motifs italiens). « À présent la terre n'est plus 'brûlée', au contraire, elle est inondée de vagues de couleurs, non seulement en tons orangés, bruns et rouges que l'artiste avait déjà aimés auparavant dans toute leur plénitude, mais aussi de flots jaune, prune, violets, verts. Les surprenantes cascades de couleurs, où se sont égarées quelques gouttes particulièrement rayonnantes, créent la vision d'une 'terre promise' débordante de fleurs et de chants. (…) L'artiste a fait un pas en avant en renonçant à cette sévérité, à cette limitation presque ascétique qui avait été si caractéristique de ces œuvres précédentes, et en permettant à son sens de la forme une plus grande liberté », analyse Kržišnik, pour qui la série la plus récente de Mušič en 1967, celle des « Collines dalmates » dans laquelle réapparaissent à partir de 1965 des silhouettes de chevaux, constitue « une sorte de synthèse de tout ce qu'il a montré jusqu'ici ».
À partir de 1968 Mušič réalise ensuite de nombreux dessins et une série de peintures rougeoyantes d'après les Apennins de Bologne, collines argileuses où les failles répondent à des à-pic aux profils tourmentés (Censimento Appenninico, 1969).

#### 1970-1976
À sa première classification Zoran Kržišnik ajoute quelques années plus tard le « cycle de Nous ne sommes pas les derniers dans lequel Mušič s'engage à partir de 1970. « Les paysages précédents du Karst inspirés par les Apennins de l'Émilie », précisera Erich Steingräber, « anticipent à maints égards les aspects douloureux des paysages de morts. Ici, les pâles éperons des Apennins sont devenus des crânes et des bras soulevés ».
« Lorsque nous étions dans le camp, nous nous disions souvent que ce genre de choses ne pourraient plus jamais se produire. Quand la guerre serait finie, disait-on, un monde meilleur naitrait et de telles horreurs ne pourraient plus jamais se produire : nous étions les derniers à qui cela arriverait. Quand je revins du camp, le premier niveau - le niveau de la peinture - émergea tout de suite. Il réémergea intact, après tous les dessins que j'avais faits dans le camp. Et je croyais vraiment que tout ce que nous avions vécu là était une chose du passé. Mais ensuite, comme le temps passait, je vis que le même genre de choses commençait à se produire partout dans le monde : au Viêt Nam, dans le Goulag, en Amérique latine - partout. Et je me rendis compte que ce que nous nous étions dit alors - que nous serions les derniers à vivre de telles choses - n'était pas vrai. Ce qui est vrai, c'est que 'nous ne sommes pas les derniers'. (…) Lorsque récemment j'ai vu des photos de cette masse de gens en Éthiopie, rassemblés dans les camps de réfugiés, où ils souffrent de sècheresse et de famine, je remarquai aussi qu'ils se tenaient tout simplement là, sans protester. (…) C'est donc un reflet venu de l'extérieur qui a suscité ces souvenirs en moi - le souvenir de ces choses qui avaient fait sur moi une si forte impression - et qui les fit émerger à nouveau », dit Mušič.
« Nous ne sommes pas les derniers. Tous les jours, à toute heure, sur toute la planète, la barbarie ne cesse de grandir. L'homme, pour une idéologie, pour de l'argent, pour un peu plus de puissance, saccage ce qui pourrait être un paradis, abandonne sa liberté, sa dignité et rêve de bruit de bottes, de cadavres soumis, d'invasions barbares et de viols par le fer et le feu. ».

#### 1972-1980
Des Motifs végétaux (1972-1975), d'après les chênes-lièges de la forêt des Maures (Var) et les arbres de la forêt de Fontainebleau qu'il peint ensuite, Mušič déclare qu'ils « sont des morts végétales qui s'intègrent exactement à la série Nous ne sommes pas les derniers. Cette mort végétale se superpose brièvement, pendant quelques mois peut-être, et crée une ambiguïté directe entre ces racines jetées et les corps amoncelés; les racines, elles, rappellent, par leurs formes étranges, des corps accumulés, des bras et des mains qui s'enchevêtrent. ».

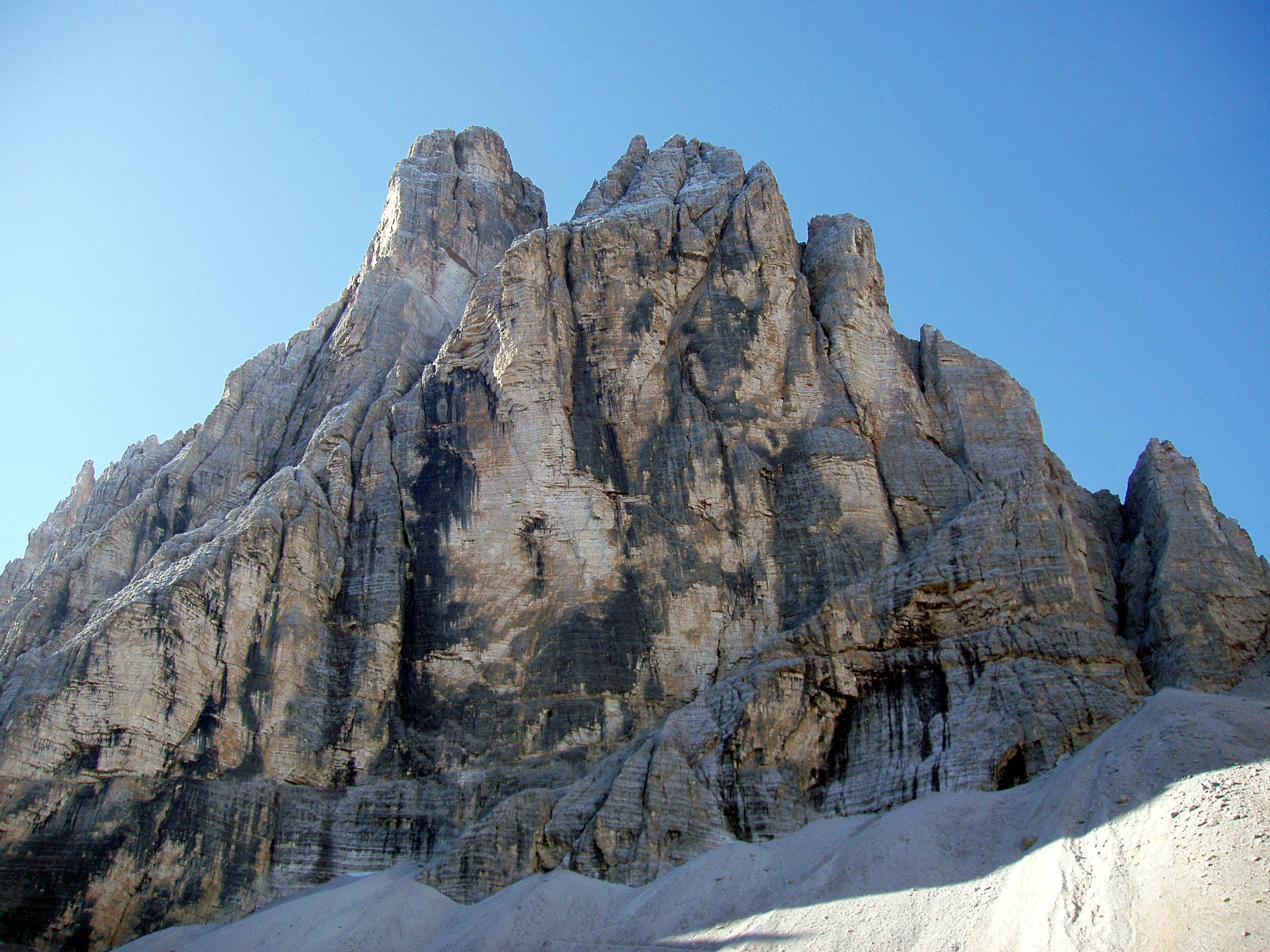
Paysage des Dolomites

À cette série succède celle des Paysages rocheux, d'après les Dolomites (1975), qui rapproche de nouveau Music, dans ses tonalités familières d'ocres et de terres, de la non figuration et apparaîtra sa dernière suite inspirée de paysages naturels. « J'ai besoin de cette solitude, du silence. J'ai besoin de rester immobile dans cette nature, dans cet horizon immense. J'ai besoin de rester ainsi, sur le Karst aussi bien qu'en montagne, et de me sentir un tout unique avec ce paysage », dit-il : « Au fond, ce que j'ai devant moi n'est pas nouveau. C'est similaire, je dirais même identique, à ce que j'ai porté en moi, ce qui a toujours été avec moi, probablement dès mon enfance, qui s'estompe de temps en temps, qui menace de s'en aller. À ce moment-là, j'ai besoin d'un nouvel impact, d'une aide, d'une nouvelle 'vision' pour le reproduire, renforcée et fraîche ».

#### 1981-1985
À partir de 1980, Mušič s'engage dans de nouvelles séries de dessins et de peintures autour de Venise (Canale della Giudecca; Punta della Dogana, Nave alle Zattere). Il commence en 1982 le cycle des Intérieurs de cathédrale, un thème qui le poursuit depuis son séjour à Tolède en 1935. « Dès 1943, à Venise, j'étais fasciné par l'intérieur de Saint-Marc. (...) J'ai repris le motif en essayant de transmettre le silence profond, l'atmosphère des cathédrales, leur aspect grandiose. De l'obscurité presque totale qui nous entoure en y pénétrant commencent à se dégager des formes vaguement illuminées ».

#### 1983-1995
En 1983, simultanément, débute le cycle sur lequel s'achèvera l'œuvre de Mušič, celui de L'atelier, suite d'autoportraits du peintre, assis ou debout, accompagné souvent de sa femme, au bord d'un espace indistinct dont se détache à peine la silhouette ou l'ombre, peut-être, d'un chevalet. Après un retour au thème de Nous ne sommes pas les derniers en 1987, Mušič scrute en des plans rapprochés, sur des toiles de plus en plus tragiques, son propre visage et celui d'Ida, poursuit, dans de grands formats à partir de 1989, les thèmes du Portrait, de l'Autoportrait et du Double portrait, qui se transforment en 1991 en portraits de Nus assis, Nus debout et Anachorètes.
« Titien, Rembrandt, Goya : voilà ceux auxquels je pense. Souvenez-vous du dernier autoportrait du Titien. Il l'a peint avec rien, un peu de noir, et il arrive à l'essentiel. (…) C'est cela qu'il faudrait atteindre : faire le tableau avec rien », dit encore Mušič en 1995. Il utilise alors le fusain sur des toiles non préparées dont il laisse intacte la zone des bords, réduisant la gamme de ses couleurs aux plus sourdes, note James Lord, « de sorte que les personnages semblent suspendus entre l'être et le néant ». Et Claude Roy : « On serait tenté de dire que les dernières œuvres de Music, les ateliers, les portraits du couple, les autoportraits, s'inscrivent souvent entre chien et loup parce que Music souffre de troubles de la vue. Mais cette lumière voilée, cette clarté de couchant à l'automne, c'est d'abord un éclairage de l'esprit, une lumière intérieure ». « L'image du personnage doit s'éclairer de l'intérieur, et non pas par le soleil. Il doit sortir de lui-même, du noir, de l'intérieur », confie lui-même Mušič.

### Ouvrages illustrés par Zoran Mušič
- Cvetko Golar, Od Kod medvedje [« D'où sont les ours ? »], dans « Naš Rod », no 2, Ljubljana, 1937 [5 illustrations de Zoran Mušič : « Sapin », « Garde forestier », « Vieille à table », « Vieillard tombant », « Les hommes et les deux ours », p. 58–60]
- Zoran Senovški, Japonsko-kitajska vojna na naši gmajni [« Guerre entre le Japon et la Chine dans notre pâturage commun »], dans « Naš Rod », no 5, Ljubljana, 1937 [3 illustrations de Zoran Mušič : « Vaches au pâturage », « Jeux des enfants », « Batterie », p. 171 et 172]
- Alain Bosquet, La terre écrit la terre, 10 pointes-sèches de Music, Éd. Schmücking, Brunswick, 1967
- Alain Bosquet, Penser contre soi, 26 dessins originaux de Zoran Music, Éditions Galanis, Paris, 1972 (102 p.)
- René de Solier Cadastre de cadavres, 7 lithographies de Music, Cerastico, Milan, 1974
- Jean Lescure, Jardins déserts peut-être, dix pointes-sèches de Zoran Music, Brunswick, Éditions Schmücking, 1976
- Jean Lescure, Procession des monts, trois pointes sèches de Music, Paris, François Bénichou, 1976
- Charles Juliet, Approches, 5 eaux-fortes de Zoran Music, Fata Morgana, Montpellier, 1981
- Sechs Ansichten des Canale della Giudecca, texte et six aquatintes de Zoran Music, introduction de Peter Handke, Hans Widrich, Salzbourg, 1981
- Jean Grenier, Prières, quatre dessins de Zoran Music, Fata Morgana, Montpellier, 1983
- Georges Lambrichs, Pente douce, 3 gravures de Zoran Music, La Différence, Paris, 1983
- Yves Peyré, Tacite reconduction de soi, Zoran Music, pointe-sèche de Zoran Music en frontispice, L'Ire des Vents, 1986
- Nous ne sommes pas les derniers, texte de Zoran Music, sept eaux-fortes, éditions Lacourière-Frélaut, Paris, 1991
- Ouvrage consacré à ce peintre : Sophie Pujas, Z.M., Gallimard (136 p.), 2013

## Hommage
En 1993, Jean Bertholle peint, en une allusion à son Hommage à Delacroix, un Hommage à Fantin-Latour (50,5 × 142 cm). Il y figure librement, réunis en une sorte de banquet, ses compagnons, au début des années 1930, de l'académie Ranson, les uns déjà disparus, les autres âgés de quelque cinquante ans de plus. On reconnaît notamment, de gauche à droite, Bertholle lui-même, Reichel, Bissière, Le Moal, Seiler, Étienne Martin, Manessier. Bertholle y ajoute symboliquement la présence de son ami Zoran Mušič qui n'a jamais fréquenté l'académie.

## Musées et galeries possédant des œuvres de Zoran Mušič
- Allemagne
  - Essen : Museum Folkwang
  - Mönchengladbach : Museum Abteiberg
- Autriche
  - Klosterneuburg : Sammlung Essl
- Canada
  - Vancouver : Vancouver Art Gallery
- Croatie
  - Rijeka : Muzej moderne i sodobne umjetnosti
  - Zagreb : Galerija Moderne umjetnosti
- Espagne
  - Madrid : Musée Thyssen-Bornemisza
- États-Unis
  - Cambridge : MIT List Visual Arts Center
  - New York : Museum of Modern Art
  - San Francisco : Fine Arts Museum
  - Pittsburgh : Carnegie Institute
- France
  - Caen : musée des beaux-arts
  - Le Havre : Musée des beaux-arts André-Malraux
  - Paris : musée national d'art moderne
  - Paris : Galerie Claude Bernard
  - Saint-Claude : Musée de l'Abbaye
- Italie
  - Bergame : GaMeC gallery
  - Bologne : Galleria d'Arte Moderna
  - Bologne : Museo Morandi
  - Cortina d'Ampezzo : Museo d’Arte Moderna Mario Rimoldi
  - Gorizia : Musei provinciali
  - Rome : Galleria nazionale
  - Trieste : Museo Revoltella
  - Venise : Galleria internazionale d'Arte Moderna, Ca' Pesaro
- Nouvelle-Zélande
  - Wellington : General museum
- Pays-Bas
  - Amsterdam : Stedelijk museum
- Royaume-Uni
  - Londres : Estorick Collection
  - Londres : Tate Modern
- Slovénie
  - Ajdovščina : Galerija Vena Pilona
  - Dobrovo : Goriški muzej Kromberk, Galerija Zorana Mušiča
  - Ljubljana : Mestni muzej Ljubljana
  - Ljubljana : Moderna galerija Ljubljana
  - Ljubljana : Muzej novejše zgodovine
  - Ljubljana : Narodna galerija
  - Maribor : Umetnostna galerija
  - Slovenj Gradec : Koroška galerija likovnih umetnosti
  - Metlika : Belokranjski muzej Metlika, Collection Vinko Kambič
- Suisse
  - Bâle : Kunstmuseum
  - Vevey : Musée Jenisch
  - Genève : Galerie Krugier & Cie
  - Neuchâtel : Galerie Ditesheim